# جوانينغ غالاكسي
نادي جوانينغ غالاكسي لكرة القدم (بالإنجليزية: Jwaneng Galaxy Football Club) هو نادي كرة قدم بوتسواني يقع في بلدة جوانينغ ويلعب حالياً في دوري بوتسوانا الممتاز وذلك بعد تأهله لأول مرة في تاريخه عام 2015.

## روابط خارجية
- الموقع الرسمي
- صفحة الفيسبوك